# محمد تاتار خان
محمد تتار خان ( (بالبنغالية: মুহাম্মাদ তাতার খান)‏، (بالفارسية: محمد تاتار خان)) كان سلطان شمال البنغال خلال 1259-1268 م بعد اغتصاب الحكم من عز الدين بلبن أوزبك.

## التاريخ
في عام 1258 م، تغلب تتار خان على أوزبك، وقام فيما بعد ببناء قبر لسلفه في عام 1261.
بعد رفض سلطان دلهي، ناصر الدين محمود شاه منح حملاته الإذن بالقتال ضد سلالة غانغا الشرقية الهندوسية التي تسيطر على جنوب البنغال، أعلن تتار خان الاستقلال من دلهي حتى 1266 وعندها أرسل مبعوثيه إلى السلطان الجديد غياث الدين بلبن ألغ خان. حصلت هذه البعثة الدبلوماسية من البنغال على استقبال ملكي في دلهي وتقدير من سفارات من إيران أو طوران . تم تزويد مبعوثي تتار خان بالهدايا القيمة ومنحهم الإذن بالمغادرة وكذلك الأذونات الرسمية للحملات العسكرية في جنوب البنغال.
ومع ذلك توفي محمد تتار خان قبل عودة المبعوثين، بعد عامين من إذونات بلبن.
| سبقه عز الدين بلبن أوزبك | حاكم المماليك للبنغال 1259–1268 | تبعه شير خان |